# Carsten Schlangen
Carsten Schlangen (Alemania, 31 de diciembre de 1980) es un atleta alemán, especialista en la prueba de 1500 m en la que llegó a ser subcampeón europeo en 2010.

## Carrera deportiva
En el Campeonato Europeo de Atletismo de 2010 ganó la medalla de plata en los 1500 metros, con un tiempo de 3:43.52 segundos, llegando a meta tras el español Arturo Casado (oro con 3:42.74 s) y por delante de otro español Manuel Olmedo (bronce).